# Mooslargue
Mooslargue település Franciaországban, Haut-Rhin megyében. Lakosainak száma 405 fő (2022. január 1.). Mooslargue Seppois-le-Haut, Pfetterhouse, Durlinsdorf, Mœrnach és Bisel községekkel határos.

## Népesség
A település népességének változása:
| Lakosok száma | 437  | 434  | 432  | 431  | 417  | 420  | 409  | 411  | 409  | 405  |
|               | 2012 | 2013 | 2015 | 2016 | 2017 | 2018 | 2019 | 2020 | 2021 | 2022 |